# Часлава, Петр
Петр Часлава (чеш. Petr Čáslava; 3 сентября 1979, Колин) — чешский хоккеист, защитник. Воспитанник клуба «Пардубице». В настоящее время является ассистентом главного тренера «Пардубице» Радека Белоглава.

## Карьера
Петр Часлава начал свою профессиональную карьеру в 1997 году в составе родного клуба чешской экстралиги «Пардубице», в составе которого он выступал до 2007 года. За это время он несколько раз находился в аренде в таких клубах первой лиги, как «Бероуншти Медведи», «Дукла Йиглава» и «Градец-Кралове». В составе «Пардубице» в 2005 году Петр стал чемпионом своей страны, более того он дважды завоёвывал серебряные награды чешского чемпионата.
Весной 2007 года Часлава подписал контракт с череповецкой «Северсталью», в составе которой в сезоне 2007/08 набрал 13 (3+10) очков в 62 проведённых матчах. По окончании сезона Петр, несмотря на интерес к своей персоне со стороны московского «Спартака», принял решение вернуться в родной клуб, где вновь стал одним из лидеров. 6 ноября 2009 года Часлава неожиданно для многих покинул «Пардубице» и заключил соглашение с клубом Шведской элитной серии «Тимро», в котором провёл остаток сезона, набрав 14 (4+10) очков в 48 матчах.
19 мая 2010 года Петр вернулся в Россию, подписав двухлетний контракт с московским ЦСКА. Сезон 2010/11 стал неудачным как для клуба, так и для самого игрока — ЦСКА не сумел попасть в плей-офф, а Часлава отметился лишь 7 (2+5) очками в 53 проведённых матчах. Перед началом сезона 2012/13 перешёл в «Северсталь». Проведя 2 сезона в Череповце, вернулся в родной клуб «Пардубице», за который выступает в настоящее время.
Петр Часлава официально не объявлял о завершении своей игровой карьеры, но 3 декабря он был назначен ассистентом главного тренера «Пардубице».

### Международная
В составе сборной Чехии Петр Часлава принимал участие в молодёжном чемпионате мира 1999 года, а с 2007 по 2013 годы он неизменно выступал за сборную на чемпионатах мира. За 8 турниров Петр сумел завоевать золотую и 2 бронзовые награды мировых первенств, проведя за это время 67 матчей, в которых он набрал 12 (4+8) очков. Также с 2003 по 2015 годы Часлава регулярно призывался под знамёна сборной для участия в матчах Еврохоккейтура. Всего за сборную Чехии провёл 201 игру, набрал 31 (9+22) очко.

## Достижения
- Чемпион мира 2010.
- Бронзовый призёр чемпионата мира 2011, 2012.
- Чемпион Чехии 2005.
- Серебряный призёр чемпионата Чехии 2003, 2007.

## Статистика
| Легенда | Легенда                    | Легенда | Легенда                   | Легенда | Легенда    |
| ------- | -------------------------- | ------- | ------------------------- | ------- | ---------- |
| И       | Количество проведённых игр | Штр     | Штрафное время            | +/−     | Плюс-минус |
| Г       | Голы                       | П       | Голевые передачи          | О       | Очки       |
| -       | Статистика неизвестна      | —       | Статистика не учитывалась |         |            |

### Клубная карьера
- a В этом сезоне в «Плей-офф» учитывается статистика игрока в Кубке Надежды.